# Festival da Pororoca
O Festival da Pororoca é um evento cultural e esportivo que ocorre anualmente em São Domingos do Capim, estendendo-se de três a cinco dias entre os meses de março e abril. Consiste do Festival da Pororoca propriamente dito, com apresentação de bandas e grupos musicais, concurso de beleza, campeonato de danças e outras atividades recreativas, e do Surf na Pororoca, com o campeonato de surfe, cuja existência precede o próprio festival.

## Histórico

### Surfe na pororoca
O fenômeno da pororoca na região amazônica despertou a atenção de praticantes de surfe, que viram um novo desafio em ficar de pé sobre uma onda que pode chegar a seis metros de altura, deslocando-se a 30 km por hora. Com isso, começaram a surgir os campeonatos de surfe na pororoca, como o de São Domingos do Capim, informalmente a partir de 1997 e oficialmente a partir de 1999, contando com a presença de Noélio Sobrinho, um dos pioneiros nesta modalidade desportiva. Em 2019, o surfe na pororoca foi reconhecido como patrimônio cultural imaterial do estado do Pará.

### Festival da Pororoca
Com o afluxo crescente de surfistas e turistas, em 2001 foi organizado o 1º Festival da Pororoca, englobando atividades esportivas e culturais. A partir de então e anualmente, a prefeitura municipal de São Domingos do Capim passou a realizar o evento, em parceria com o governo do Pará e a Associação Brasileira de Surf na Pororoca (ABRASPO). Pela grande repercussão obtida, nacional e internacionalmente, o festival foi reconhecido como patrimônio cultural imaterial do estado do Pará, através da Lei Nº 7.538, de 7 de julho de 2011. Em 2019, o festival também foi regulamentado por uma lei municipal.

## Impacto econômico
O impacto econômico do surfe na pororoca no município de São Domingos do Capim, pode ser mensurado por um comparativo entre a realidade existente quando os primeiros surfistas se aventuraram na região e a situação uma década ou mais depois. Em 1997, eram 1255 pontos de consumo de eletricidade, que saltaram para 5921 em 2013; e entre 2000 e 2012, os estabelecimentos comerciais passaram de 21 para 65. Várias ruas foram asfaltadas, para facilitar o deslocamento, hotéis foram construídos, e a orla junto ao rio ganhou quiosques para atender os turistas. Calcula-se que cada edição do festival atraia uma média de 32 mil turistas para o município.